# ニコラ・カティッチ
ニコラ・カティッチ（Nikola Katić、1996年10月10日 - ）は、ボスニア・ヘルツェゴビナ・リュブスキ出身のサッカー選手。FCチューリッヒ所属。ポジションはDF。元クロアチア代表、現ボスニア・ヘルツェゴビナ代表。

## クラブ経歴
当時、クロアチア3部に在籍していたNKネレトヴァナツ・オプゼンでプロデビューを果たすと、2016年にクロアチア1部リーグのNKスラヴェン・ベルポに移籍する。2017-18シーズンにはリーグ戦通算34試合に出場し、時折、キャプテンも務めるなど、クラブのリーグ7位フィニッシュに貢献した。
2018年6月、レンジャーズFCに4年契約で移籍した。2019年12月29日、セルティックFCとのオールドファームで1-1からの決勝点を決め、チームに2010年以降初のオールドファーム勝利をもたらした。
2022年8月31日、FCチューリッヒに3年契約で移籍した。

## 代表経歴
2017年5月28日、メキシコ代表との親善試合でクロアチア代表としてA代表初出場。
2024年4月、ボスニア・ヘルツェゴビナ代表に国籍変更することを決断し、5月にFIFAにより国籍変更が承認された。6月3日のイングランド代表との親善試合でボスニア・ヘルツェゴビナ代表として初出場。